# Baldóc
Baldóc (szlovákul: Baldovce németül: Eckersdorf, Baldowitz) község Szlovákiában, az Eperjesi kerület Lőcsei járásában.

## Fekvése
Lőcsétől 10 km-re délkeletre fekszik. Földrajzi koordinátái: é. sz. 48° 59′ 34″, k. h. 20° 42′ 52″48.992778°N 20.714444°E.

## Története
A falut a 13. században a német jog alapján alapították; egykori birtokosának, a 13. század végén élt Bald ispánnak a nevét viseli. 1272-ben „Villa Henrici et Echardi” néven említik először, a szepesi váruradalomhoz tartozott. 1274-ben „villa Heydenrici” néven találjuk. 1314-ben Henrik, későbbi szepesi bíró és testvére, Eckhard vásárolták meg. 1344-ben „Baldfalva”, 1438-ban „Baldfalwa” alakban szerepel az írott forrásokban. Később a szepesi vár uradalmához tartozott. A 18. században üveggyárat alapítottak a területén. 1787-ben Csáky György birtoka 11 házzal és 124 lakossal.
A 18. század végén Vályi András így ír róla: „BALDOTZ. Baldovetz. Tót falu Szepes Vármegyében, földes Ura Gróf Csáky Uraság, lakosai katolikusok, fekszik Szepes Várallyátol fél, Lötsétöl pedig más fél mértföldnyire. Nevezetsíti e’ helységet jó saványú vize, melly kivált a’ Kút főnél kedves ízű, tsípős, és tagokat erőssítő; de nem igen állandó erejében, ha meszsze vitetik. Határja ugyan sovány, és tavas, negyed része réttyének vizes, és sovány fűvet terem; de ezt az Uraság jó legelővel helyre hozza, a’ ki fát is ád; mivel szántó földgyeinek három része közép termékenységűnél jobb, ’s piatzozása is közel van, első Osztálybéli.”
1828-ban 22 házában 174 lakos élt. Lakói mezőgazdasággal, kosárfonással, seprűkészítéssel foglalkoztak.
Fényes Elek 1851-ben kiadott geográfiai szótárában így ír a faluról: „Baldócz, tót falu, Szepes vármegyében, Szepesváraljához nyugotra 1/4 mfdnyire: 174 kath. lak. Savanyuvize a legjobbak közé tartozik a megyében, s a fürdőhöz elegendő épületek vannak. F. u. gr. Csáky. Ut. p. Lőcse.”
A trianoni diktátum előtt Szepes vármegye Szepesváraljai járásához tartozott.

## Népessége
| Év:            | 1994. | 2004.   | 2014.   | 2024.    |
| -------------- | ----- | ------- | ------- | -------- |
| Emberek száma: | 213   | 198     | 182     | 159      |
| Eltérés:       |       | -7,04 % | -8,08 % | -12,63 % |

| Év:            | 2023. | 2024.   |
| -------------- | ----- | ------- |
| Emberek száma: | 168   | 159     |
| Eltérés:       |       | -5,35 % |

1910-ben 159, túlnyomórészt szlovák lakosa volt.
2001-ben 216 szlovák lakosa volt.
2011-ben 179 lakosából 177 szlovák.

## Nevezetességei
- A falu ásványvízforrásairól és gyógyfürdőjéről nevezetes.
- Szent Anna tiszteletére szentelt római katolikus temploma 1761-ben épült barokk stílusban. 1798-ban bővítették.